# Compromiso Federal
Compromiso Federal (CF) es un partido político argentino formado por la fusión del partido Es Posible y el Movimiento Independiente de Justicia y Dignidad. Fue una coalición política que llevó al exgobernador de la Provincia de San Luis, Alberto Rodríguez Saá como candidato a Presidente para las elecciones presidenciales de Argentina de 2011. La alianza agrupó al Peronismo Federal del cual Rodríguez Saá resultó vencedor de las pre-internas de 2011, el Partido Verde, el partido Es Posible, UNIR, el Partido Demócrata y el partido PAIS entre otros a nivel nacional; y a Propuesta Republicana (PRO) en siete provincias. Sus propuestas de campaña quedaron plasmadas en el documento "Protocolo de convivencia para la Argentina del siglo XXI".
Luego de las elecciones de 2015 la alianza se disolvió luego del acercamiento de Alberto Rodríguez Saá al kirchnerismo. Ese mismo año los partidos miembros Es Posible y Movimiento Independiente de Justicia y Dignidad se fusionaron para formar el Partido Compromiso Federal.
Actualmente forma parte de Unión por San Luis en la provincia homónima, de Hacemos Unidos por Córdoba en la provincia homónima y de Unión por la Patria en la Provincia de Buenos Aires y en Ciudad Autónoma de Buenos Aires

## Propuesta Electoral
La propuesta de Compromiso Federal postula replicar el modelo «San Luis» a nivel nacional. La provincia de San Luis, recibió distintas distinciones por las Naciones Unidas en materia del cuidado del Medio Ambiente, y del Exvicepresidente de los Estados Unidos y premio Nobel de la Paz, Al Gore, quien visitó la Provincia de San Luis en el año 2015
En el orden nacional, la Provincia de San Luis fue calificada en el año 2015 como la mejor administrada del país por consultoras privadas por séptimo año consecutivo en materia de Eficiencia Fiscal, Indicadores Sociales, Infraestructura, Solvencia Fiscal, y Comercio Exterior. Además, en su ambición de crear un Silicon Valley, San Luis quedó posicionada como cuarta en el ranking de 150 metrópolis digitales elaborado por Motorola. Si bien la provincia tiene una reducida cantidad de habitantes en relación con Buenos Aires, Córdoba y Santa Fe, posee uno de los presupuestos más bajos de la Argentina, la menor cantidad empleados públicos por habitante, y ante la inexistencias de villas de emergencias tiene el índice más bajo de población con necesidades básicas insatisfechas (0,9 %) según el INDEC y los informes del Ministerio de Desarrollo Social de la Nación.
A pesar de la estabilidad económica que marcaba una amplia aprobación de la población hacia la presidenta en funciones, Cristina Fernández de Kirchner; Compromiso Federal cosechó más de un millón setecientos mil votos, obteniendo así el primer lugar en la provincia de San Luis (única provincia donde no resultó ganadora la presidenta en funciones) y el segundo lugar en todas las provincias que conforman la región de Cuyo, como así también en las principales ciudades cercanas a San Luis como Río Cuarto (segunda ciudad en importancia de la Provincia de Córdoba).
Compromiso Federal propuso a Alberto Rodríguez Saá quien trasladó su domicilio en 2011 a la Ciudad Autónoma de Buenos Aires, como candidato a Senador por dicho distrito para hacer frente a las elecciones legislativas de 2013. En las elecciones presidenciales de 2015, Alberto Rodríguez Saá, había juntado más votos que el radicalismo en la Ciudad. No obstante, si bien superó las elecciones primarias, abiertas, simultáneas y obligatorias (PASO), bajó su candidatura para retornar a su Provincia natal.
En julio de 2015, la alianza Compromiso Federal o peronismo disidente, impulsó la candidatura a presidente 2015 de Adolfo Rodríguez Saá, como una  forma de replicar el «modelo San Luis» a la Nación, aunque el posible candidato no se ha pronunciado al respecto.

## Elecciones presidenciales
|  | 7.64 % |

|  | 7.96 % |

|  | 1.64 % |

|  | 48.24 % |

## Partidos y Movimientos integrantes
Lista de partidos y movimientos políticos que integran la coalición en la Provincia de Buenos Aires
- Partido Es Posible
- Movimiento Independiente de Justicia y Dignidad
- Partido Nacionalista Constitucional UNIR (hasta noviembre del 2013)
- Movimiento Argentina Unida (hasta septiembre del 2013)

Lista de partidos y movimientos políticos que integran la coalición en la Ciudad Autónoma de Buenos Aires
- Partido Es Posible
- Movimiento Independiente de Justicia y Dignidad
- Partido Nacionalista Constitucional UNIR (hasta noviembre del 2013)
- Partido Acuerdo Republicano Federal
- Partido Acuerdo Patriótico
- Movimiento Argentina Unida (hasta septiembre del 2013)

Lista de partidos políticos que integran la coalición en la Provincia de San Luis
- Partido Es Posible
- Partido Unión y Libertad
- Partido Demócrata